# 존 비마이어
존 비마이어(영어: John Veihmeyer, 1955년 6월 29일 ~ )는 미국의 기업가이다. KMPG 인터내셔널의 현 회장이다.